# Leptotila verreauxi
La paloma montaraz común (Leptotila verreauxi), también denominada paloma titibú, paloma turca, paloma rabiblanca o yerutí común es una especie de ave columbiforme de la familia de las palomas (Columbidae). Es una de las palomas de gran tamaño del Nuevo Mundo. Habita desde el centro de Argentina y Paraguay, el occidente de Perú y Ecuador, hasta el sur de América Central; también es común en México y el sur de Tejas. Se encuentra en islas del Cono Norte de América del Sur, incluyendo Trinidad y Tobago y las Antillas Neerlandesas.

## Subespecies
Existen numerosas subespecies; entre las más extendidas están L. v. verreauxi, que se encuentra desde Nicaragua hasta Venezuela; L. v. angelica, desde la costa de México a Tejas; L. v. decolor, del oeste de los Andes colombianos al norte de Perú; L. v. brasiliensis, en la mayor parte de la Amazonia, al norte del río Amazonas; y L. v. decipiens, en gran parte del centro de América del Sur.
En Panamá vive la paloma titibú isleña (Leptotila plumbeiceps batlyi), especie endémica de la Isla Coiba.
El nombre científico de Leptotila verreauxi fue dado en honor al ornitólogo francés Jules Verreaux y a su hermano, el naturalista francés Edouard Verreaux.

### EnEcuador
Es común observarla en Guayaquil, principalmente en el Jardín Botánico de Guayaquil.

### EnPanamá
Se observa a lo largo del territorio nacional en zonas boscosas y en zonas urbanas.